# A Chance Acquaintance
A Chance Acquaintance – wczesna powieść Williama Deana Howellsa wydana w 1873. Autor stworzył w niej archetyp postaciowy - "american girl" (amerykańskiej dziewczyny), niezależnej w poglądach o niezachwianej intuicji moralnej, która stała się bohaterką powieści także Henry Jamesa.